# Koorboek van Eton

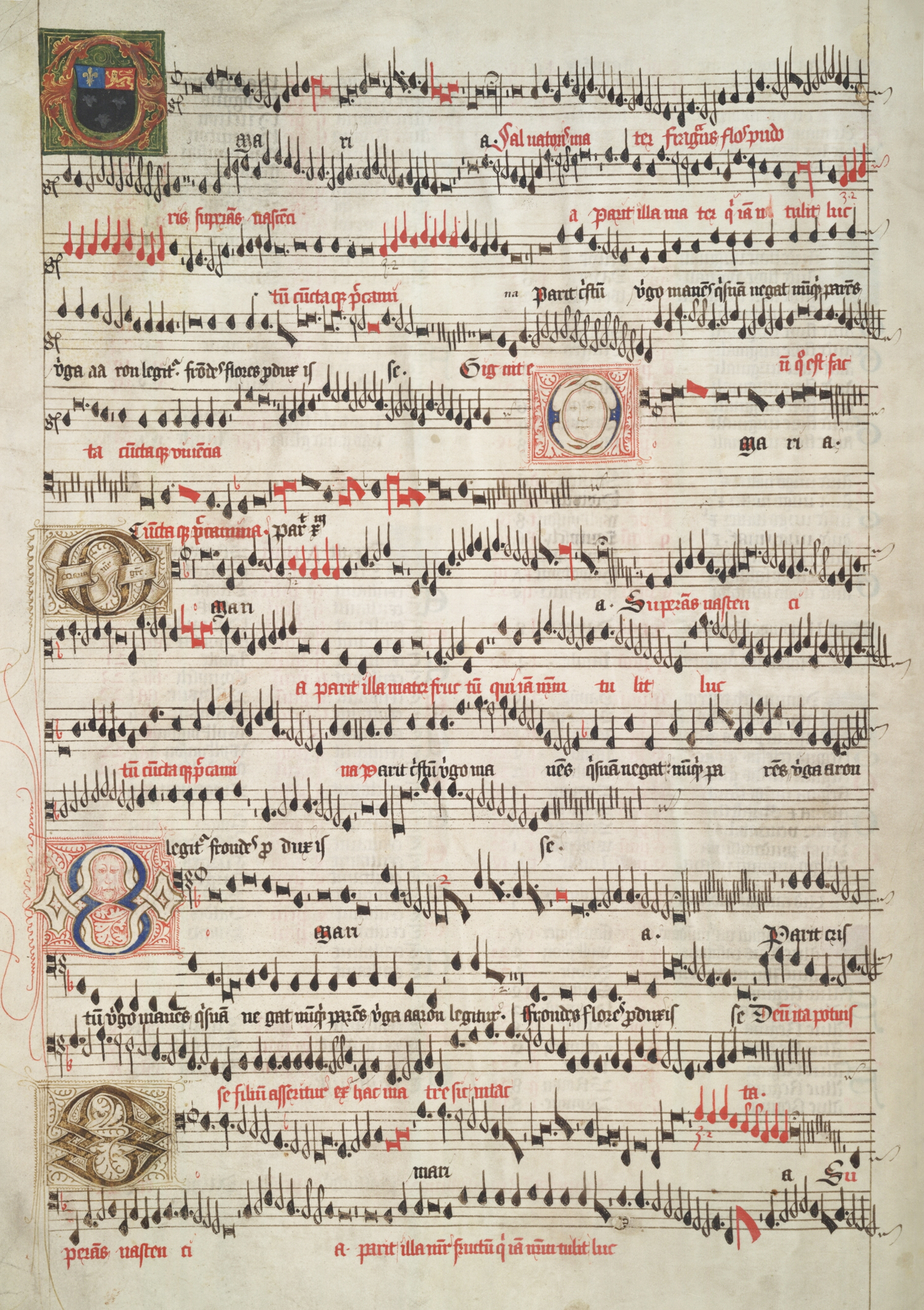
O Maria salvatoris, uit het Koorboek van Eton

Het Koorboek van Eton (Eton Choirbook, Eton College MS. 178) is een rijkversierde verzameling manuscripten van Engelse geestelijke muziek, die in de 15e eeuw is gecomponeerd en is opgeschreven. Het is een van de weinige overgebleven koorboeken met Latijnse liturgische muziek die de Reformatie heeft doorstaan. Het koorboek bevatte oorspronkelijk muziek van 24 verschillende componisten. Veel stukken zijn echter beschadigd of incompleet. Het 'Koorboek van Eton' is een van de drie grote koorboeken uit het vroege Tudor-tijdperk. De andere twee zijn het Lambeth Koorboek en het Caius Koorboek.

## Samenstelling
Dit koorboek was samengesteld tussen ongeveer 1500 en 1505 voor gebruik aan het Eton College. De huidige band stamt uit het midden van de 16e eeuw. Van de originele 224 pagina's zijn er nog 126 over, inclusief de index. In het origineel zaten 93 aparte composities, waarvan slechts 64 hetzij compleet of incompleet bewaard zijn. Sommige van de 24 componisten zijn slechts bekend vanwege hun opname in het koorboek. John Browne voegde de meeste composities aan het boek toe (10 stuks), gevolgd door Richard Davy (9) en Walter Lambe (8).

## Stijl
Stilistisch gezien bevatte de muziek uit het Koorboek van Eton drie fases in de ontwikkeling van de vroege polyfone Renaissancemuziek uit Engeland.  
- De eerste fase wordt vertegenwoordigd door de muziek van Richard Hygons, William Horwood en Gilbert Banester.  De meeste muziek uit deze fase is polyfoon maar niet-imiterend, waarbij het contrast werd bereikt door afwisseling tussen volle vijfstemmigheid en secties met minder stemmen.
- De tweede fase bevat onder meer werk van John Browne, Richard Davy en Walter Lambe. Hierin wordt imitatie gebruikt, cantus firmustechniek, en vaak voorkomende kruiselingse relaties tussen de stemmen, een eigenschap die kenmerkend was in de vroege Tudorpolyfonie.
- De laatste fase omvat composities van William Cornysh en Robert Fayrfax en deze werken stammen uit ongeveer 1500. Hierin ziet men veelvuldig imitaties, de cantus firmustechniek verdwijnt, en in het algemeen wordt de klank meer continentaal.

Alle composities in het 'Koorboek van Eton' zijn geestelijke, vocale, in het Latijn gezongen werken. Er zijn 9 zettingen van het Magnificat, 54 motetten, en één zetting van het Passie-verhaal.

## Opnamen
- The Rose and The Ostrich Feather, Eton Choirbook Volume I.  Harry Christophers: The Sixteen.  CORO:  CD COR16026.
- The Crown of Thorns, Eton Choirbook Volume II.  Harry Christophers:  The Sixteen.  CORO:  CD COR16012.
- The Pillars Of Eternity, Eton Choirbook Volume III.  Harry Christophers:  The Sixteen.  CORO:  CD COR16022.
- The Flower of All Virginity, Eton Choirbook Volume IV.  Harry Christophers:  The Sixteen.  CORO:  CD COR16018.
- Voices of Angels, Eton Choirbook Volume V.  Harry Christophers:  The Sixteen.  CORO:  CD COR16002.